# District de Nyíregyháza
Le district de Nyíregyháza (en hongrois : Nyíregyházai járás) est un des 13 districts du comitat de Szabolcs-Szatmár-Bereg en Hongrie. Il compte 166 684 habitants et rassemble 15 localités : 11 communes et 4 villes dont Nyíregyháza, son chef-lieu.
Cette entité existait déjà auparavant, entre les réformes territoriales de 1950 et 1983.

## Localités
- Apagy
- Kálmánháza
- Kótaj
- Nagycserkesz
- Napkor
- Nyíregyháza
- Nyírpazony
- Nyírtelek
- Nyírtura
- Rakamaz
- Szabolcs
- Sényő
- Timár
- Tiszanagyfalu
- Újfehértó